# Batracomorphus caeneus
Batracomorphus caeneus är en insektsart som beskrevs av Knight 1983. Batracomorphus caeneus ingår i släktet Batracomorphus och familjen dvärgstritar. Inga underarter finns listade i Catalogue of Life.